# Trouble (chanson de Natalia Kills)
Pour les articles homonymes, voir Trouble.
Pistes de Trouble
Marlboro Lights
(12)
Trouble est une chanson de l’auteur-compositrice-interprète britannique Natalia Kills. Il s’agit du morceau clôturant son deuxième album studio éponyme. La partie lyrique de Trouble aborde le thème des mauvais comportements et des difficultés rencontrées généralement dans la vie, alors que sa partie musicale est mise en avant par son tempo moyen et sa sonorité pop rock des années 1990 qui émule vers le « rock arena ». La qualité sonore globale de la chanson a été glorifiée par les critiques de musique qui ont également souligné son placement sur la liste des chansons de l’album.
En 2014, la chanson a été ajoutée à la compilation Now That's What I Call Music! 49 et a été interprétée par Kills en direct lors de certains événements. Malgré le fait que la chanson n’ait pas été publiée en tant que single, un clip vidéo a été réalisé par le cinéaste Emile Rafael et dévoilé le 19 février 2014. Celui-ci explore l’utilisation des drogues récréatives et la relation entretenue par Kills et son petit ami fictif. Le producteur américain Martin Kierszenbaum a conçu un remix du titre, avec la participation de l’artiste canadienne de musique électronique Peaches.

## Développement et parution
Trouble a été enregistré aux studios Enourmous et Record Plant, tous deux situés à Los Angeles en Californie. Il a été écrit par Kills et le producteur américain Jeff Bhasker, qui a également produit le titre. La production complémentaire a été fournie par Emile Haynie et Guillaume Doubet, qui, avec Bhasker, ont programmé tous les instruments de musique joués dans la chanson. Les guitares ont été jouées par Bhasker et Jimmy Messer ; les claviers et les chœurs ont été menés par le premier. Il a aussi mixé la chanson. L’ingénierie audio a été assurée par Bhasker et Pawel Sek, tandis que le mastering a été réalisé par Chris Athènes aux Chris Athènes Masters, situés à Austin dans le Texas.
Trouble a d'abord été dévoilé en ligne le même jour que la sortie de son album mère éponyme, sur le site web d’Idolator . La publication d’un troisième single officiel pour cet album a été faite par l’annonce d’un concours demandant aux fans de concevoir ou de dessiner des « reproductions » de la chanteuse. Toutefois, aucun gagnant n’a été annoncé depuis avril 2014 . La piste a également été incluse dans la compilation Now That's What I Call Music! 49, sortie au début de l’année 2014 . Bien qu’Idolator l’a désigné comme troisième single issu de l’album, aucune procession de parution officielle n’a eu lieu.

## Composition et réception
Musicalement, Trouble est une chanson « hymnique » à mi-tempo  qui est dénommée par un genre pop rock, influencé par les années 1990 ,. La voix de la chanteuse dans la pièce a été qualifiée de « plus grinçante et épuisée » que dans les autres titres de l’album. Ce timbre de voix peut notamment être perçu lors du « crochet répété » tout au long du morceau . L’instrumentation de la chanson comprend une batterie à écho , des guitares et des claviers, tandis que les voix de fond rappelant une chorale—et présentant des éléments de rock arena—chantent des « whoas » de façon illimitée . Lyriquement, Kills y aborde les thèmes du mauvais comportement et des problèmes engendrés dans une vie , tout en étant à la recherche d’« un alibi et d’un ami ». Jake Buck du magazine Vada a décrit cette piste comme « la conclusion parfaite pour représenter l’ensemble du thème incroyable, cru et honnête qui compose l’opus » . Bradley Stern du site web MuuMuse a décrit le titre comme « une rencontre entre Ryan Tedder et le groupe Fun » tout en observant qu'une « qualité cinématographique », similaire aux œuvres de l'auteure Lana Del Rey, était présente à travers la chanson .
Éditeur pour Idolator, Sam Lansky s’est montré favorable à l’égard de Trouble, privilégiant la « mélodie hymnique », qu’il a décrite comme évoquant le répertoire du groupe anglais de rock indépendant, Florence and the Machine . Andrew Plaskowsky du Red and Black a estimé que la chanson a servi de générique de fin à son album éponyme et l’a même qualifiée d’« entraînante » . Bradley Stern de MuuMuse a considéré que le morceau représentait un « moyen idéal de fermer une célébration de l’imperfection » et l’a comparé aux travaux du groupe Fun. Pour MTV Buzzworthy, Stern a placé la chanson au deuxième rang de la liste des « 5 Must-Hear Pop Songs Of The Week », soit les « 5 titres pop de la semaine à écouter » .

## Vidéoclip
Le cinéaste Emile Rafael a réalisé le vidéoclip officiel de Trouble, avec une production endossée par Charlie Herranz . Lors d’une entrevue pour le magazine Elle, Kills a discuté du concept qu’elle ciblait pour le visuel. Elle a révélé qu’elle a quitté sa ville natale de Bradford en Angleterre à l’âge de 14 ans, afin de poursuivre son désir d’avoir une vie meilleure, avec un bon copain ; Mais elle ne se sentait « plus proche de la supériorité » qu’en parties, en fait, elle y a été exposée aux drogues récréatives. Elle a commencé à les consommer et se sentait mieux pendant « quelques heures ». « Ils vous font sentir mieux, de sorte que la minute la plus longue dissipe l’envie d’en vouloir plus. Mais qu’y a-t-il de mal à en vouloir plus ? », déclara Kills. « Plus de bonheur, plus de puissance ou de liberté ou d’amour si vous savez que c'est obtenu sans efforts, rejets et conneries ? [...] J’ai parfois l'impression que la réalité est mauvaise—bien pire que la drogue qui vous aide à y échapper pour quelques heures ». Elle a expliqué qu’elle voulait créer un « clip honnête qui montrerait à la fois [ses] réalités avec toute la catastrophe, l’illusion et le désir » . Le vidéoclip a été publié le 19 février 2014 sur les comptes Vevo et YouTube de Kills .
La vidéo commence en montrant Kills se promener sur un pont et se souvenant de sa relation avec son copain. Alors que la chanson s’édifie au premier verset, les amants sont observés dans le salon d’un appartement à l’allure brumeux. Kills lui sourit et l’embrasse. Ils commencent à se rapprocher physiquement, mais il la repousse et opte pour fumer un cigare ; Kills, simultanément, commence à prendre plusieurs pilules. Alors que les deux commencent à halluciner, des images de pupilles dilatées apparaissent rapidement à l’écran et le couple est ensuite présenté dans le même cadre, mais habillé de façon formelle. Ils quittent l’appartement et prennent la voiture pour un bar—tout en fumant—et en même temps qu’ils y arrivent, Kills remarque une scène vide et décide de s’y rendre pour chanter. Elle continue d'halluciner et se voit portant une robe dorée—par opposition à ce qu’elle porte réellement—un t-shirt noir. Alors qu’elle continue de chanter, un homme aux cheveux courts qui regarde sa performance lui sourit et a un coup de cœur sur elle. Le copain fictif de Kills se dirige vers lui et démarre alors une bagarre pendant qu’elle chante. Quelques instants après, Kills—qui était inconscient durant la bagarre—tente de les séparer mais se voit frappée par son petit ami et quitte le bar en pleurant. Il la poursuit et continuent de se disputer à l’intérieur de leur voiture. Ils s’arrêtent brusquement et commencent à avoir des rapports sexuels. Alors que la chanson arrive à son terme, Kills et son copain sont encore montrés dans leur appartement, où elle déverse une bouteille de vodka sur le sol. Après lui avoir donné un dernier regard, elle « allume » les flaques d’alcool avec son briquet, ce qui provoque un incendie dans l’appartement .
Rédacteur pour MTV Buzzworthy, Brad Stern était d’avis que le visuel était un « gros Parental Advisory en mouvement » dû à ses thèmes explicites et a effectué un rapprochement avec la filmographie de Quentin Tarantino . Mike Wass d’Idolator a qualifié la vidéo de « visuellement saisissante » et l’a démarqué comme le vidéoclip le « plus pleinement réalisé » de Kills .

## Interprétation scéniques
Le 21 novembre 2013, Kills a interprété trois titres issus de son second album, Saturday Night, Marlboro Lights et la chanson éponyme Trouble dans les studios de la station de radio néo-zélandaise The Edge . Au cours du mois de février de l’année suivante, Kills a livré une nouvelle performance en direct de l’une des salles de la Cherrytree Records House. Lors de celle-ci, elle a chanté Trouble dans un contexte acoustique sachant qu’elle était accompagnée uniquement par une guitare. Bradley Stern d’Idolator a fait l’éloge de sa performance vocale—écrivant qu'elle avait déjà « fait ses preuves en tant que vocaliste ambitieuse » et que l’interprétation à la Cherrytree House était « inégalable » .

## Crédits
| Personnel - composition – Natalia Kills et Jeff Bhasker - Production – Jeff Bhasker - Production additionnelle – Emile Haynie et Guillaume Doubet - Guitare – Jeff Bhasker et Jimmy Messer - Claviers – Jeff Bhasker - Programmation – Guillaume Doubet, Jeff Bhasker et Emile Haynie - Chœurs – Jeff Bhasker - Ingénierie – Jeff Bhasker et Pawel Sek - Assistant aux studios Record Plant – Ben Rice - Mixage – Jeff Bhasker | Lieux d’enregistrement - Enregistré aux studios Enourmous et Record Plant (Los Angeles, Californie) - Masterisé aux Chris Athens Masters (Austin, Texas). |

Crédits adaptés des notes linéaires de Trouble, Cherrytree Records.

## Remix
Singles de Natalia Kills
Saturday Night
(2013)
Singles par Peaches
Burst!
(2012)

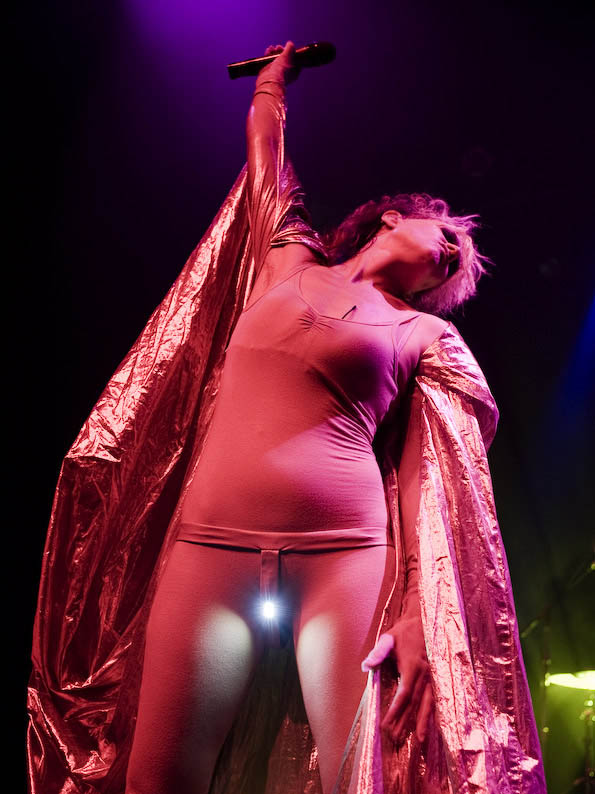
La musicienne Peaches a participé au remix de Trouble.

Trouble a été remixé par le producteur américain Martin « Cherry Cherry Boom Boom » Kierszenbaum. Cette version inclut une participation vocale de la musicienne canadienne Peaches. Kills avait déjà travaillé avec Kierszenbaum pour son premier album studio, Perfectionist (2011), bien qu’il n’ait pourtant produit aucun morceaux de Trouble. Cette édition—baptisé le « Cherry Cherry Boom Boom Remix »—conserve les crédits de composition de Kills et Bhasker et est d’une durée totale de quatre minutes et cinquante-sept secondes.

La version remixée de la chanson a fait son avant-première en ligne, le 21 février 2014, à travers un article du magazine de pop culture américaine Nylon . Depuis sa parution en ligne, celui-ciest devenu populaire sur les réseaux sociaux, se positionnant à la première place du classement The Hype Machine pour Twitter . Sa sortie numérique seulement eu lieu un mois et demi plus tard en outre-Atlantique, le 8 avril 2014 . En Allemagne, le single a été publié le jour suivant. 

### Historique de sortie
| Pays       | Date         | Format                   | Label           |
| ---------- | ------------ | ------------------------ | --------------- |
| États-Unis | 8 avril 2014 | Téléchargement numérique | Interscope      |
| Allemagne  | 9 avril 2014 | Téléchargement numérique | Universal Music |